# Fixace (populační genetika)
Fixace je změna v genofondu, při níž zcela převládne jen jedna alela genu namísto původních dvou či více alel. Ve stavu, kdy nedochází k neustále novým mutacím, musí být každý alela dříve nebo později ztracena z populace či fixována (kompletně rozšířena v populaci). Fixace může znamenat také uchycení genu na určité pozici v DNA (lokusu).
V procesu substituce je dříve neexistující alela  rozšířena mutací a podpůrná fixace se následně rozšíří náhodným genetickým driftem či pozitivní selekcí. Jak se jednou frekvence alely dostane na 100 %, tedy stane-li se jedinou variantou genu v populaci, může být označena za fixovanou v populaci. Rozdíly mezi taxony na genetické úrovni spočívají mj. právě ve fixaci odlišných variant genů.

## Pravděpodobnost fixace
Pro diploidní populace velikosti N a mírou mutací {\displaystyle \mu }, frekvence vzniku nových mutací je 1/(2N), a jejich počet {\displaystyle 2N\mu }. Protože míra fixací je také mírou nových neutrálních mutací vynásobenou pravděpodobností jejich fixace, všeobecná míra fixace je {\displaystyle 2N\mu \times {\frac {1}{2N}}=\mu }. 